# Järnvägsolyckan i Rudine
Järnvägsloyckan i Rudine (kroatiska: Željeznička nesreća u Rudinama) var en järnvägsolycka som inträffade klockan 12:08 den 24 juli 2009 vid samhället Rudine i Kroatien. Olyckan inträffade i Rudine, ett del av förorten Kaštela, när ett InterCity Novi-tåg spårade ur efter att ha skenat in mellan två bergväggar. Sex personer omkom och över femtiofem skadades i vad som ditintills var den värsta järnvägsolyckan som inträffat i det sedan år 1991 självständiga Kroatien. Ombord på tåget fanns tre svenska medborgare varav en fick lättare skador.

## Förlopp
På förmiddagen den 24 juli 2009 var ett InterCity Novi-tåg på väg från Zagreb till Split när passagerarna innan passagen Kaštela, cirka 7 km norr om Split, kände ryckningar i gången samt att tåget körde i en onormalt hög fart. När tåget passerade mellan två bergväggar gick främre motorvagnen av rälsen och kolliderade med bergväggen, vilket resulterade i att vagnssidan förstördes. Därefter åkte hela tåget av spåret och lutade på kanten mot rasbranten ovanför Splits flygplats. Ett litet stenblock hindrade tåget att stupa nedför branten. Hela framvagnen pressades ihop och den ena lokföraren avled. Resenärerna drabbades av panik och ambulans och polis tillkallades. När läkare anlände till olycksplatsen kom en av hjälptågets fordon skenande och kolliderade nästan med det kraschade tåget. Sex personer avled i olyckan och femtiofem personer skadades allvarligt. Bland de allvarligt skadade fanns flera svenska turister som senare vittnade om olyckan. De skadade flögs med helikopter till sjukhuset i Split. 

## Orsak och eftermäle
Den efterföljande utredningen visade att urspårningen berodde på att banarbetare tio minuter innan olyckan mot sitt vetande på ett otillbörligt sätt hade smort in skenorna med ett amerikansktillverkat brandhämmande medel av typen TG-300. Detta medel skapade en kemisk reaktion som gjorde rälsen hal och ledde till att tågets bromsar förlorade sin verkan varpå tåget spårade ur.
Anställda på Kroatiska järnvägarnas försörjningskontor samt personer med ansvar för inhandlingen av det importerade flamskyddsmedlet kallades till förhör. Flera personer avskedades och fem åtalades för grov vårdslöshet med ödesdigra konsekvenser. Av de fem åtalade dömdes Ivan Medak och Jozo Bazina till fyra respektive tre års fängelse. Det kroatiska järnvägsbolaget tilldömdes därtill att ersätta de omkomnas familjer med 3,9 miljoner HRK och de skadade med 1,2 miljoner HRK.

### Fotnoter
1. ↑  Svenska Dagbladet
2. ↑  Budmir, Milena (24 juli 2009). ”Officials: 6 dead in Croatia train crash”. NewsOK. http://newsok.com/train-derails-in-southern-croatia-many-injured/article/feed/61031?custom_click=rss. Läst 26 juli 2009.
3. ↑  Kroatiska radiotelevisionen (kroatiska)